# Gareth Krause
Gareth Edward Krause (East London, 14 giugno 1978) è un ex rugbista a 15 sudafricano, in carriera attivo nel ruolo di terza linea e internazionale a 7 per il Sudafrica.

## Biografia
Gareth nasce a East London, in Sudafrica.
Dopo aver fatto parte della formazione Under-21, disputa due stagioni con la prima squadra dei Border Bulldogs. Nel 2004 si trasferisce ai Griquas che competono in Currie Cup e Vodacom Cup per 5 anni; in questo periodo nel 2006 fa parte della rosa dei Cheetahs in Super 14, collezionando 6 presenze.
Dal 2004 al 2005 viene selezionato nella Nazionale seven sudafricana per disputare le World Sevens Series 2004-2005 e, successivamente, la Coppa del Mondo di rugby a 7 2005.
Nel 2007 arriva in Italia sponda Veneziamestre in Super 10, disputando la finale di Coppa Italia 2008-09. Dopo una breve parentesi nel suo club di formazione, nel 2009-10 viene ingaggiato dal Viadana e successivamente dalla neonata franchigia degli Aironi in Celtic League.
Nel 2012, terminata l'esperienza celtica, fa ritorno in Patria ai Border Bulldogs.

## Palmarès

### Rugby a 15
- Vodacom Cup: 2
Griquas: 2005, 2007

### Rugby a 7
- New Zealand Sevens
 Bronzo: 2005
- Dubai Sevens
 Bronzo: 2004